# 2008-as ausztriai parlamenti választás
A 2008-as ausztriai parlamenti választást szeptember 28-án tartották. A Nemzeti Tanács – az osztrák parlament alsóháza – 183 tagját választották meg. A választás egy előrehozott választás volt, miután az Osztrák Néppárt (ÖVP) kilépett a Szociáldemokrata Párttal (SPÖ) kötött közös kormánykoalícióból az év júliusában. A kormánypártok felé érzett elégedetlenség következtében több közvéleménykutatás a kisebb pártok előretörését jósolta, melyek között volt olyan eredmény, mely akár hét párt bejutását is jelentette volna a Nemzeti Tanácsba.
Az SPÖ és ÖVP az addigi történelmének legrosszabb eredményét érte el, 6,1 és 8,3 százalékpontnyi szavazatot veszítve az előző választáshoz képest. Az elveszített szavazatok nagy részét az Osztrák Szabadságpárt (FPÖ) és a Szövetség Ausztria Jövőjéért (BZÖ) szerezte. A Zöldek minimálisan teljesítettek gyengébben az előző választáshoz képest, míg a Liberális Fórum és a Polgári Fórum nem érték el a mandátumszerzéshez szükséges 4%-os küszöböt. Az eredmény a jobboldali populista és euroszkeptikus pártok előretörését mutatja.
A választásokat követően Wilhelm Molterer lemondott az ÖVP vezetéséről, helyére Josef Pröll került, a Zöld Párt vezetőségében Alexander Van der Bellent pedig Eva Glawischnig váltotta. A Liberális Fórum alapítója, Heide Schmidt és fő finanszírozója, Hans-Peter Haselsteiner is visszavonult a politikából, miután a pártnak nem sikerült mandátumot szereznie. Kevesebb, mint két héttel a választás után Jörg Haider, a BZÖ vezetője és Karintia kormányzója autóbalesetben életét vesztette.
2008. november 23-án az SPÖ és az ÖVP megegyezett, hogy koalíciót kötnek, ennek következtében Heinz Fischer elnök beiktatta az első Faymann-kormányt 2008. december 2-án.

## Háttér
2007. január 11-én az SPÖ–ÖVP nagykoalíciós Gusenbauer-kormány beiktatásra került. Az újonnan alakult kormányt már a kezdetektől erős kritika érte az ellenzék és a baloldali SPÖ-szavazók köreiből, amiért nem sikerült a koalíciós tárgyalások során keresztülvinni azokat az ígéreteket, melyeket a választási kampányban tettek.
Az SPÖ népszerűsége a választást követően szinte azonnal csökkenni kezdett. A kormány számos fontos kérdésben nem tudott megegyezni: az SPÖ előrehozott adóreformot követelt, amivel az ÖVP nem értett egyet, az infláció által sújtott háztartásoknak nyújtandó 100 eurós adókedvezmény javaslatát is elutasította az ÖVP, továbbá a sürgősen szükséges egészségügyi reformmal kapcsolatban sem volt egyetértés a kormánypártok között.
A 2008-as tiroli önkormányzati választáson a Fritz Dinkhauser által frissen alapított Polgári Fórum a második helyet szerezte meg, az ÖVP és SPÖ rendkívül visszaesett. Ezt követően a Gusenbauerral szembeni kritika olyan mértékben erősödött fel az SPÖ-n belül, hogy Werner Faymannt nevezték ki az új pártvezetőnek. Az akkori tervek szerint Gusenbauer maradt volna a párt jelöltje az akkor tervezett 2010-es választásokon.
2008. június 26-án Faymann és Gusenbauer levelet írt a vezető osztrák bulvárlap, a Kronen Zeitung szerkesztőjének, amelyben kifejtették, hogy fontos EU-s témákban, mint az akkor már ratifikált lisszaboni szerződés utáni szerződésekről, vagy Törökország uniós csatlakozásáról népszavazások kiírását támogatják. Mindezt a pártvezetőséggel, vagy a koalíciós partner ÖVP-vel való egyeztetés nélkül tették, és a lépést külsőleg az euroszkeptikus Kronen Zeitunghoz való igazodásként értékelték. 2008. július 7-én Wilhelm Molterer, az ÖVP vezetője kijelentette, hogy nem képes tovább közös munkára az SPÖ-vel, indokként felsorolva a párt Európai Unióhoz való hozzáállásának változását és a társelnöki rendszert, mely szerinte tovább nehezítette volna a koalíciós munkát.
Az előrehozott választásokat 2008. július 9-i parlamenti ülésen hirdették meg az SPÖ, az ÖVP és a Zöldek közös határozata alapján, melyet az FPÖ és a BZÖ is támogatott. A választás dátumát, 2008. szeptember 28-át másnap erősítette meg a kormány és a főbizottság. A kormány Ausztria történelmének eddigi harmadik legrövidebb ciklusát töltötte be (1970–1971 és 1994–1995 után).

### Kampánytémák
A 2008-as ausztriai parlamenti választás fő kampánytémái közé tartozott az infláció, a növekvő árak, a közlekedés, az Európai Unióhoz való viszonyulás, az oktatás, az Austrian Airlines privatizációja és a Kronen Zeitung szerepe.

## A választási rendszer
2007. július 1-től hatályba lépett az osztrák választási törvény azon módosítása, miszerint 18 helyett már 16 éves kortól lehetséges szavazni, továbbá 19 helyett már 18 éves kortól lehet indulni a választáson. A levélszavazatok leadása és kérvényezése is egyszerűbbé vált, továbbá a kormányzási időszakot négyről öt évre növelték. Az előző választással ellentétben egy pártnak minden tartományban ugyanazzal a névvel kellett indulnia. Erre 2006-ban ellenpélda volt a BZÖ, amely Karintiában más néven indult, mint Ausztria más tartományaiban.
A Nemzeti Tanács 183 tagját nyílt listás, arányos rendszerben választják, kilenc választókerületben, és 39 alválasztókerületben. A választókerületeket a tartományi rendszer alapján alakították ki, és különböző számú képviselőt delegálnak, 7 és 36 között. Az alválasztókerületek szintjén a Hare-kvóta, szövetségi szinten pedig a D’Hondt-módszer alapján osztják szét a mandátumokat. A küszöb 4 százalék, illetve egy mandátum valamelyik alválasztókerületben. A szavazók három preferenciaszavazatot adhatnak le, a szövetségi, az állami és a választókörzeti szinten.

## Induló pártok
A választáson a 2006-ban a Nemzeti Tanácsba jutott pártok mindegyike elindult, továbbá egyéb pártok és mozgalmak is, akár országos, akár tartományi szinten.

### A Nemzeti Tanácsban korábban képviselt pártok
| Párt | Párt                                                                    | Rövidítés | 2006-ban elnyert mandátumok száma |
| ---- | ----------------------------------------------------------------------- | --------- | --------------------------------- |
|      | Ausztria Szociáldemokrata Pártja Sozialdemokratische Partei Österreichs | SPÖ       | 68                                |
|      | Osztrák Néppárt Österreichische Volkspartei                             | ÖVP       | 66                                |
|      | Osztrák Zöld Párt Die Grünen – Die Grüne Alternative                    | GRÜNE     | 21                                |
|      | Osztrák Szabadságpárt Freiheitliche Partei Österreichs                  | FPÖ       | 21                                |
|      | Szövetség Ausztria Jövőjéért Bündnis Zukunft Österreich                 | BZÖ       | 7                                 |

### Más indulók
- LiF: Liberales Forum – (Liberális Fórum)
- FRITZ: Liste Fritz Dinkhauser − Bürgerforum Tirol – (Fritz Dinkhauser listája – Tiroli Polgári Fórum)
- KPÖ: Kommunistische Partei Österreichs – (Osztrák Kommunista Párt)
- RETTÖ: Unabhängige Bürgerinitiative Rettet Österreich – (Független Polgári Kezdeményezés Megmenti Ausztriát)
- DC: Die Christen – (A Keresztények)

#### Csak tartományi szinten indulók
- Linke – (Bal), kizárólag Burgenland, Salzburg, Tirol, Felső-Ausztria tartományokban és Bécsben indult
- TRP: Tierrechtspartei – (Az Állati Jogok Pártja), csak Bécsben indult
- Karlheinz Klement listája, csak Karintia tartományban indult
- Liste Stark – (Erős Lista), kizárólag Karintia tartományban indult

## Eredmények
Ausztriában a szavazás napján 6 333 109 volt szavazásra jogosultak száma, ebből 4 990 952 leadott szavazatot számoltak össze, melyből 103 643 (a leadott szavazatok 2,08%-a) volt érvénytelen. A megszámlált szavazatok száma 78,81%-os részvételi arányra következtet. A részletes eredmények a következőek:

Az ausztriai parlament választás utáni összetétele

| Párt | Párt                                                                                              | Rövidítés | Szavazatok | Szavazatarány |
| ---- | ------------------------------------------------------------------------------------------------- | --------- | ---------- | ------------- |
|      | Ausztria Szociáldemokrata Pártja Sozialdemokratische Partei Österreichs                           | SPÖ       | 1 430 206  | 29,26%        |
|      | Osztrák Néppárt Österreichische Volkspartei                                                       | ÖVP       | 1 269 656  | 25,98%        |
|      | Osztrák Szabadságpárt Freiheitliche Partei Österreichs                                            | FPÖ       | 857 029    | 17,54%        |
|      | Szövetség Ausztria Jövőjéért Bündnis Zukunft Österreich                                           | BZÖ       | 522 933    | 10,70%        |
|      | Osztrák Zöld Párt Die Grünen – Die Grüne Alternative                                              | GRÜNE     | 509 936    | 10,43%        |
|      | Liberális Fórum Liberales Forum                                                                   | LiF       | 102 249    | 2,09%         |
|      | Fritz Dinkhauser listája – Tiroli Polgári Fórum Liste Fritz Dinkhauser − Bürgerforum Tirol        | FRITZ     | 86 194     | 1,76%         |
|      | Osztrák Kommunista Párt Kommunistische Partei Österreichs                                         | KPÖ       | 37 362     | 0,76%         |
|      | Független Polgári Kezdeményezés Megmenti Ausztriát Unabhängige Bürgerinitiative Rettet Österreich | RETTÖ     | 35 718     | 0,73%         |
|      | A Keresztények Die Christen                                                                       | DC        | 31 080     | 0,64%         |
|      | Az Állati Jogok Pártja Tierrechtspartei                                                           | TRP       | 2 224      | 0,05%         |
|      | Bal Linke                                                                                         | Linke     | 2 138      | 0,04%         |
|      | Karlheinz Klement listája Liste Karlheinz Klement                                                 | KHK       | 347        | 0,01%         |
|      | Erős Lista Liste Stark                                                                            | STARK     | 237        | 0,00%         |

### Tartományok szerint
| Tartomány                  | SPÖ        | ÖVP  | FPÖ  | BZÖ  | Zöldek | Egyéb párt | Részvétel |     |     |      |
| -------------------------- | ---------- | ---- | ---- | ---- | ------ | ---------- | --------- | --- | --- | ---- |
| Tartomány                  | Burgenland | 40,1 | 29,1 | 16,2 | 5,3    | Egyéb párt | Részvétel | 5,7 | 3,6 | 86,4 |
| Karintia                   | 28,1       | 14,6 | 7,6  | 38,5 | 6,9    | 4,3        | 78,5      |     |     |      |
| Alsó-Ausztria              | 30,4       | 32,2 | 18,1 | 6,3  | 8,1    | 4,9        | 84,5      |     |     |      |
| Felső-Ausztria             | 30,5       | 26,8 | 19,0 | 9,1  | 9,9    | 4,7        | 82,0      |     |     |      |
| Salzburg                   | 23,8       | 29,1 | 17,7 | 12,2 | 11,8   | 5,4        | 78,6      |     |     |      |
| Stájerország               | 29,3       | 26,2 | 17,3 | 13,2 | 8,5    | 5,5        | 79,0      |     |     |      |
| Tirol                      | 18,0       | 31,1 | 17,0 | 9,7  | 11,1   | 13,1       | 70,6      |     |     |      |
| Vorarlberg                 | 14,1       | 31,3 | 16,1 | 12,8 | 17,2   | 8,5        | 71,4      |     |     |      |
| Bécs                       | 34,8       | 16,7 | 20,4 | 4,7  | 16,0   | 7,4        | 73,6      |     |     |      |
|                            |            |      |      |      |        |            |           |     |     |      |
| Ausztria                   | 29,3       | 26,0 | 17,5 | 10,7 | 10,4   | 6,1        | 78,8      |     |     |      |
| Forrás: Belügyminisztérium |            |      |      |      |        |            |           |     |     |      |

## Fordítás
Ez a szócikk részben vagy egészben  a(z)   2008 Austrian legislative election című angol Wikipédia-szócikk fordításán alapul.  Az eredeti cikk szerkesztőit annak laptörténete sorolja fel. Ez a jelzés csupán a megfogalmazás eredetét és a szerzői jogokat jelzi, nem szolgál a cikkben szereplő információk forrásmegjelöléseként.